# Barrington Pheloung
Barrington Somers James Pheloung (Manly, 10 mei 1954 – 1 augustus 2019) was een Australische componist woonachtig in het Verenigd Koninkrijk. Hij componeerde verschillende televisiethema's en -muziek, met name voor Inspector Morse en de vervolgserie Lewis en prequel Endeavour.

## Vroege leven en studies
Pheloung werd geboren op 10 mei 1954 in Manly Council, Australië en groeide op in de noordelijke buitenwijken van Sydney. Hij werd geboren als zoon van John Pheloung, die van Ierse en Engelse afkomst was, en moeder Adel (meisjesnaam: Reber) Pheloung, die van Duitse en Spaanse afkomst was. Hij begon R&B-gitaar te spelen in clubs, maar zijn ontdekking van Bach in zijn late tienerjaren trok hem naar het klassieke repertoire.
In 1972, op 18-jarige leeftijd, verhuisde Pheloung naar Londen, waar hij gitaar, contrabas en compositie studeerde aan het Chiswick Music Centre, destijds onderdeel van 'Chiswick Polytechnic' (nu: Brunel-universiteit), voordat hij naar het Royal College of Music ging om compositie te studeren bij John Lambert en gitaar bij John Williams en Julian Bream. Daar volgde hij ook lessen in dirigeren. In zijn tweede jaar ontving hij zijn eerste opdracht voor een balletpartituur.

## Componist
Pheloung is vooral bekend van de thema- en incidentele muziek voor de televisieserie Inspector Morse, alsmede het vervolg Lewis en de prequel Endeavour. Hij componeerde ook voor dansgezelschappen en voor evenementen zoals de openingsavond van de ‘Millennium Dome’. Pheloung schreef ook de themamuziek voor de BBC-televisieserie Dalziel and Pascoe.

## Privéleven
Pheloung trouwde in 1979 met Anita Griffin. Het stel kreeg twee kinderen voordat het huwelijk eindigde in een scheiding. Hij trouwde later met Heather Lovejoy tot zijn dood, met wie hij nog twee kinderen kreeg. Hij overleed op 1 augustus 2019 op 65-jarige leeftijd door ademhalingsfalen.